# 満潘汗
満潘汗（まんはんかん）は、『魏略』逸文に現われる中国の古代地名。

## 伝承記録
『史記』によると、戦国時代の燕の昭王が派遣した将軍の秦開は北方遊牧民族の東胡を討ち、東胡を千里しりぞかせ、また新領土に郡県制をしき、上谷郡・漁陽郡・右北平郡・遼西郡・遼東郡の5郡を設置したという。『魏略』によると、この時秦開は造陽から襄平まで二千里にわたる「燕の長城」を築き、さらに満潘汗に至って朝鮮との境を定めたという。

## 諸説
漢代の遼東郡の番汗県は現在の北朝鮮平安北道の博川（博川江西岸）に比定され通説となっており、満潘汗はこの番汗に似ていることから同一地と考えられる。また同じく遼東郡内の文県は現在の遼寧省営口市と考えられており「満」はこの「文」ではないかともいわれる。ただ問題は文県と番汗県があまりに離れすぎており、満＝文県は遼東郡の西方なので、朝鮮との境界というのにあわない。これをどう考えるかで説がわかれる。

### 「満」と「潘汗」は遠く離れていたとの説
文県は通説どおり現在の遼寧省営口市にあったとした上で、「満」と「潘汗」との間に長い境界線を想定する説。これだとこの境界線によって遼東郡は南北に分断されることになるが、その北側が燕の領土、その南半（遼東半島の大部分）が朝鮮の領土だったという説。

### 「満」と「潘汗」は隣接していたとの説
長い境界線を想定するのは考えにくいとし、そこで、文県が今の遼寧省営口市にあったという説を誤りとし、文県は番汗県に隣接していた（平安北道内）のだとする説。

### 文県は関係ないとする説

#### 「満潘汗」で一語とする説
もともと「満潘汗」という地名で、番汗県はそれが略されて出来た名であり、文県は関係ないという説。

#### 「満の潘汗」とする説
「満」は「潘汗」を含む広大な地域をさす地名であり、「満の潘汗」と読む説。この説も文県とは関係がないとする。

#### 「満汗」と「潘汗」の併称とする説
博川江の西岸が「潘汗」、東岸が「満汗」で、つまり博川江をもって燕と朝鮮の境界となしたとの説。